# Karamyschewo
Karamyschewo (russisch Карамышево, deutsch Domäne Pabbeln (Kirchspiel Gawaiten) (ab 1928 Ortsteil von Szardeningken/Schardingen)) ist eine Siedlung im Südosten der russischen Oblast Kaliningrad. Sie gehört zur kommunalen Selbstverwaltungseinheit Munizipalkreis Osjorsk im Rajon Osjorsk.
Der Ort ist nicht zu verwechseln mit dem ebenfalls im ehemaligen Kreis Goldap gelegenen ehemaligen Dorf Pabbeln (Kirchspiel Szittkehmen), heute polnisch Wobały.

## Geographische Lage
Karamyschewo liegt drei Kilometer nördlich von Gawrilowo (Gawaiten/Herzogsrode) an der Kommunalstraße 27K-054 von Gawrilowo nach Dubrawa (Buylien/Schulzenwalde). Im Ort zweigt die Kommunalstraße 27K-279 ab, die über Rutscheiki (Eszergallen/Tiefenort) nach Smirnowo (Kiauten/Zellmühle) führt. Ein Bahnanschluss besteht nicht.

## Geschichte
Der Gutsbezirk Domäne Pabbeln wurde am 18. März 1874 Amtsdorf und namensgebender Ort eines Amtsbezirks, den 13 Landgemeinden bzw. Gutsbezirke bildeten. Er gehörte zum Landkreis Goldap im Regierungsbezirk Gumbinnen der preußischen Provinz Ostpreußen. Im Jahre 1910 zählte Domäne Pabbeln 129 Einwohner.
Am 30. September 1928 verlor Pabbeln seine Selbständigkeit und wurde in die Landgemeinde Szardeningken  eingemeindet. Bis 1932 gehörte die Domäne Pabbeln mit einer Gesamtfläche von ca. 458 Hektar (davon 327 Hektar Ackerfläche) dem Staat Preußen. Das Gut besaß eine eigene Molkerei.
Die Gemeinde Szardeningken wurde seit 1936 als Schardeningken geschrieben und 1938 in Schardingen umbenannt. Das eigentliche Szardeningken/Schardingen erhielt 1947 den russischen Namen Gawrilowka, welches vor 1988 aus dem Ortsregister gestrichen wurde.
Pabbeln wurde im Januar 1945 von der Roten Armee besetzt. Die neue Polnische Provisorische Regierung ging zunächst davon aus, dass der Ort mit dem gesamten Kreis Goldap unter ihre Verwaltung fallen würde. Im Potsdamer Abkommen (Artikel VI) von August 1945 wurde die neue sowjetisch-polnische Grenze aber unabhängig von den alten Kreisgrenzen anvisiert, wodurch der Ort unter sowjetische Verwaltung kam. Im November 1947 erhielt Pabbeln den russischen Namen Karamyschewo und wurde gleichzeitig dem Dorfsowjet Gawrilowski selski Sowet im Rajon Osjorsk zugeordnet. Die polnische Umbenennung des Ortes in Pobały im Oktober 1948 wurde nicht mehr wirksam. 
In der Sowjetunion wurde Karamyschewo erweitert. Von 2008 bis 2014 gehörte der Ort zur Landgemeinde Gawrilowskoje selskoje posselenije, von 2015 bis 2020 zum Stadtkreis Osjorsk und seither zum Munizipalkreis Osjorsk.

### Amtsbezirk Pabbeln
Am 18. März 1874 bildeten 13 Landgemeinden bzw. Gutsbezirke den Amtsbezirk Pabbeln, der – nach Umbenennung in „Amtsbezirk Schardingen“ am 25. Juli 1939 – bis 1945 bestand:
| Name (bis 1938)                                  | Name (1938–1946)                                       | Russischer Name nach 1945 |
| ------------------------------------------------ | ------------------------------------------------------ | ------------------------- |
| Landgemeinden:                                   |                                                        |                           |
| Dakehnen                                         | Daken                                                  | Pensenskoje               |
| Egglenischken                                    | Preußischnassau                                        | Nowgorodskoje             |
| Eszergallen, Ksp. Gawaiten ab 1936: Eschergallen | Tiefenort                                              | Rutscheiki                |
| Gelleszuhnen, ab 1936: Gelleschuhnen             | Gellenau                                               | Maloje Pensenskoje        |
| Grischkehmen                                     | Grischken                                              | Wolotschajewo             |
| Groblischken                                     | Ringfelde                                              | --                        |
| Groß Gudellen                                    | Großguden                                              | Sapadnoje                 |
| Kaszemeken, ab 1936: Kaschemeken                 | Kaschen                                                | Belinskoje                |
| Klein Gudellen                                   | Kleinguden                                             | --                        |
| Meszehnen, ab 1936: Meschehnen                   | Wehrfeld                                               | --                        |
| Szardeningken, ab 1936: Schardeningken           | Schardingen                                            | Gawrilowka                |
| Wannaginnen                                      | Wangenheim                                             | --                        |
| Gutsbezirk:                                      |                                                        |                           |
| Pabbeln, Domäne                                  | (1928 in die Landgemeinde Szardeningken eingegliedert) | Karamyschewo              |

## Kirche
Domäne Pabbeln gehörte mit seiner bis 1945 überwiegend evangelischen Bevölkerung zum Kirchspiel Gawaiten (1938–1946 Herzogsrode, heute russisch: Gawrilowo). Es lag im Kirchenkreis Goldap (heute polnisch: Gołdap) in der Kirchenprovinz Ostpreußen der Kirche der Altpreußischen Union. Letzter deutscher Geistlicher war Pfarrer Wilhelm Schiweck.
In der Zeit der Sowjetunion waren alle kirchlichen Aktivitäten untersagt. Erst in den 1990er Jahren bildeten sich in der Oblast Kaliningrad wieder einzelne evangelische Gemeinden, darunter eine auch in Gawrilowo, dem alten Kirchdorf. Sie gehört zur Propstei Kaliningrad innerhalb der Evangelisch-Lutherischen Kirche Europäisches Russland (ELKER). Die Geistlichen sind die an der Salzburger Kirche in Gussew (Gumbinnen).